# Christian Wernicke
Christian Wernicke, auch: Wernigke, Warneck, Werneke (* im Januar 1661 in Elbing; † 5. September 1725 in Kopenhagen) war ein deutscher Epigrammatiker und Diplomat.

## Leben
Wernicke studierte nach dem Schulbesuch am Elbinger Gymnasium, wo sein Lehrer der Rektor  Friedrich Hoffmann war, in Thorn ab 1680 Philosophie und Poesie in Kiel unter dem berühmten Philologen Daniel Georg Morhof. Danach verbrachte er drei Jahre am mecklenburgischen Hof. Er unternahm Bildungsreisen nach Holland, Frankreich und England und übersiedelte schließlich 1696 nach Hamburg, wo er als Privatgelehrter lebte. Von 1714 bis 1723 war er als dänischer Gesandter in Paris tätig.
Wernickes klare, rationale Schreibweise stand im Gegensatz zur Schreibweise seiner Zeitgenossen wie Christian Hoffmann von Hoffmannswaldau und Christian Heinrich Postel. Seine scharfzüngigen Epigramme erfreuten sich besonderer Beliebtheit. Von Christian Friedrich Hunold wurde er sogar öffentlich angefeindet. Wernicke war ein Mitglied im Pegnesischen Blumenorden. Seine erst durch Johann Jakob Bodmer wiederentdeckten und 1749 herausgegebenen Schriften wurden vor allem von Lessing und Herder gelobt.

## Werke (Auswahl)
- Überschriffte oder Epigrammata in kurzen Satiren, kurzen Lobreden und kurzen Sittenlehren bestehend. Hamburg 1697 u.ö.
- Ein Heldengedicht, Hans Sachs genannt. Altona 1702.
- Poetischer Versuch in einem Heldengedicht und etlichen Schäfergedichten, mehrenteils aber in Überschriften bestehend. Hamburg 1704.